# Суборбитальный космический полёт

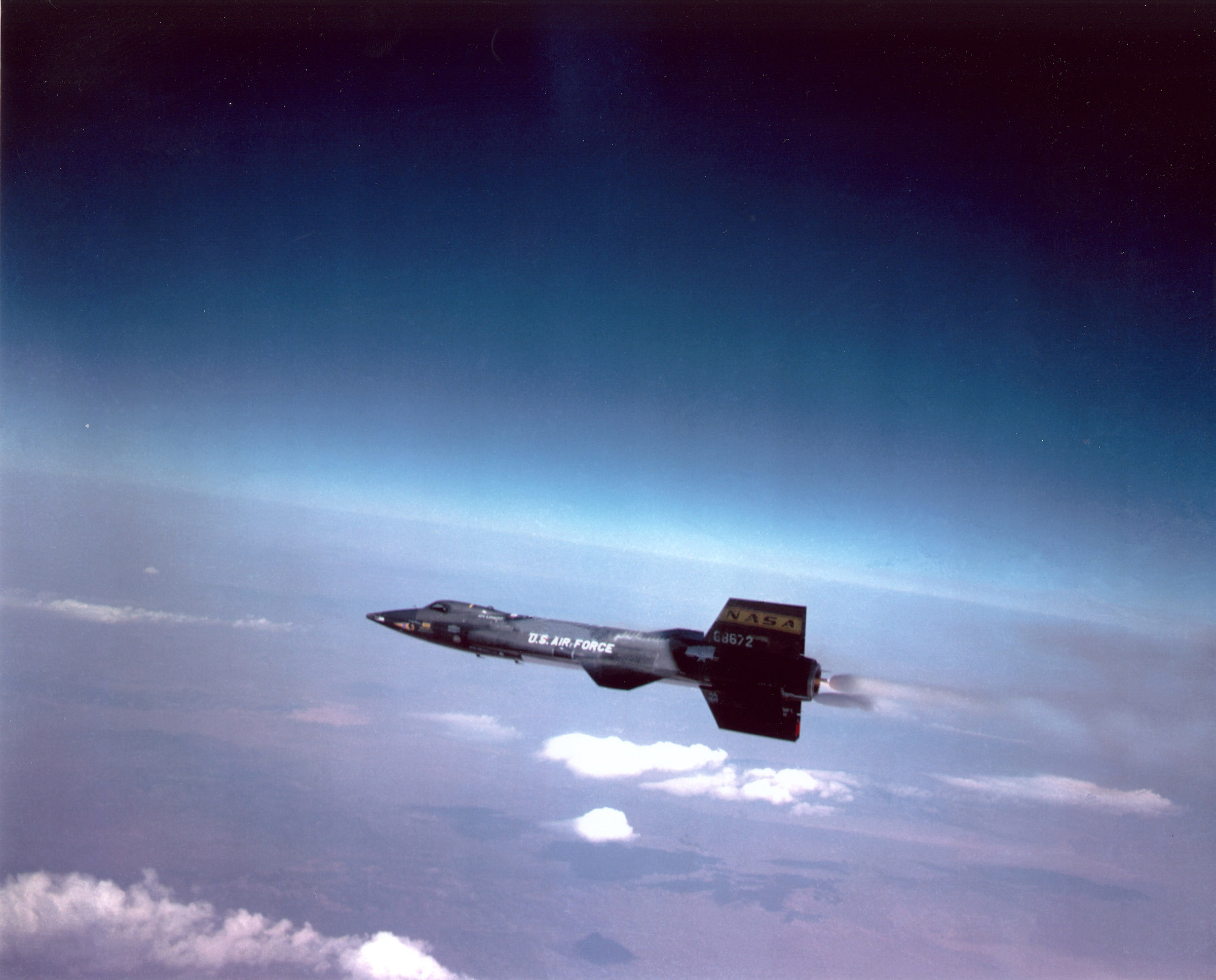
Ракетоплан X-15 в полёте.

Суборбита́льный полёт — полёт летательного аппарата по баллистической траектории со скоростью меньше первой космической, то есть недостаточной для вывода на орбиту искусственного спутника Земли.
Другое часто используемое определение:
Суборбита́льный полёт — полёт аппарата с эллиптической скоростью по баллистической траектории с перицентром, находящимся ниже поверхности планеты, то есть без выхода на орбиту искусственного спутника планеты.
Согласно второму определению, суборбитальный полёт может осуществляться также при скоростях, превышающих по величине значение первой космической скорости вплоть до величины второй космической (параболической) скорости. Такие полёты возможны, например, при строго вертикальном наборе скорости, а также в других случаях, в которых вектор скорости аппарата в момент отключения двигателей ориентирован таким образом, что сформированная траектория имеет перицентр ниже поверхности планеты. При этом аппарат не может стать искусственным спутником планеты, несмотря на достаточную по величине скорость.
Согласно классификации Международной федерации аэронавтики (ФАИ), космическим считается полёт, высота которого превышает 100 км (линия Кармана). Согласно классификации Военно-воздушных сил США, космическим полётом считается полёт, высота которого превышает 50 миль (приблизительно 80 км), но фактически, полёт в верхних слоях атмосферы (термосфера) не является таковым.

## История
Первые успешные попытки суборбитальных полётов были совершены в 1944 году в Германии при испытании боевой баллистической ракеты «Фау-2» в Пенемюнде. При вертикальном запуске во время испытаний ракета достигла высоты 188 км, что, по современным меркам, считается суборбитальным полётом. Ракеты «Фау-2» были непилотируемыми. Также существовал проект «Америка» для нанесения ударов по восточному побережью США с созданием двухступенчатой первой в мире межконтинентальной ракеты (МБР) A9/A10 «Amerika-Rakete», головная часть с боеголовкой которой совершала суборбитальный полёт и наводилась на цель сначала по радиомаяку, а затем — пилотом, покидающим кабину на парашюте и приводняющимся в Атлантическом океане. Испытания второй ступени «А-9» проводились несколько раз, начиная с 8 января 1945 года.
24 октября 1946 года с помощью 35 мм кинокамеры, установленной на ракете «Фау-2» (V-2), запущенной с ракетного испытательного полигона Уайт Сандс в штате Нью-Мексико, был получен снимок Земли с высоты 105 км. До того имелись снимки Земли с высоты 22 км, полученные в рамках экспедиции воздушного шара «Explorer II» в 1935 году.
18 октября 1947 года в СССР с полигона Капустин Яр произвели первый пуск одноступенчатой баллистической ракеты дальнего действия А-4, собранной на основе узлов и агрегатов немецкой ракеты «Фау-2» (V-2). В конце 1940-х — начале 1950-х годов в Советском Союзе были проведены несколько пусков с достижением высот свыше 100 км.
22 июля 1951 года состоялся суборбитальный полёт собак Дезик и Цыган на ракете «Р-1В», которые стали первыми животными, которые побывали на высоте 101 км и вернулись оттуда живыми. Полёты «Р-1Б» были предусмотрены как подготовительные по секретной программе «Проект ВР-190» суборбитальных полётов космонавтов, которая по официальным данным была отменена, хотя некоторые сторонники конспирологических теорий утверждают, что неудачные пилотируемые полёты всё-таки были совершены в 1957—1959 гг.
В 1960-х годах в США были осуществлены 15 пилотируемых суборбитальных полётов. Два полёта проведены по программе «Меркурий» (Mercury) — корабли «Фридом-7» (Freedom-7) и «Либерти Белл-7» (Liberty Bell-7) выводились на баллистическую траекторию ракетой-носителем «Редстоун» (Redstone). Оба этих полёта признаны космическими по версии МФА и ВВС США, а их пилоты стали первыми астронавтами США.
Тринадцать суборбитальных полётов были осуществлены на ракетном самолёте «Х-15А». Все эти тринадцать полётов признаны космическими по версии ВВС США. Только два полёта «Х-15А» (№ 3 и 4 в таблице) признаны космическими также и ФАИ.
В 1975 году во время вывода на орбиту корабля «Союз-18-1» произошёл отказ ракеты-носителя 11А511 Союз (Х15000-23). В результате космический корабль на орбиту не вышел, а совершил полёт по суборбитальной траектории.
11 октября 2018 года завершился аварией пуск ракеты-носителя «Союз-ФГ» с космодрома Байконур. Экипаж космического корабля «Союз МС-10» некоторое время находился в свободном суборбитальном полёте. Специалисты НАСА признали полёт космическим, так как была пересечена условная «Линия Кармана».

## Современные коммерческие системы и планы
Три суборбитальных полёта (№ 6—8 в таблице) осуществлены впервые на частном космическом самолёте «SpaceShipOne» (СпейсШипУан) (Космический Корабль № 1).
В рамках развернувшегося в 2010-х гг. частного космического туризма суборбитальные полёты предлагаются широкой общественности на авиакосмических системах «SpaceShipTwo». А также проводятся испытания на ракетных системах «ARCASPACE — Stabilo», «New Shepard» и других. В США уже строится первый космопорт для осуществления регулярных суборбитальных полётов.
Также существуют проекты суборбитальных пассажирских авиалайнеров (например, «SpaceLiner» «Сура») и военных транспортников быстрого реагирования.
| № | Дата             | Летательный аппарат             | Достигнутая высота | Пилот                                                 |
| - | ---------------- | ------------------------------- | ------------------ | ----------------------------------------------------- |
| 1 | 5 мая 1961       | Меркурий-Редстоун-3             | 186 км             | Алан Бартлет Шепард                                   |
| 2 | 21 июля 1961     | Меркурий-Редстоун-4             | 190,3 км           | Вирджил Айвен Гриссом                                 |
| 3 | 19 июля 1963     | North American X-15, 90-й полёт | 106 км             | Джозеф Уокер                                          |
| 4 | 22 августа 1963  | North American X-15, 91-й полёт | 108 км             | Джозеф Уокер                                          |
| 5 | 5 апреля 1975    | Союз-18-1                       | 192 км             | Василий Григорьевич Лазарев, Олег Григорьевич Макаров |
| 6 | 21 июня 2004     | SpaceShipOne, 15-й полёт        | 100,124 км         | Майкл Мелвилл                                         |
| 7 | 29 сентября 2004 | SpaceShipOne, 16-й полёт        | 102,93 км          | Майкл Мелвилл                                         |
| 8 | 4 октября 2004   | SpaceShipOne, 17-й полёт        | 112,014 км         | Брайан Бинни                                          |
| 9 | 11 октября 2018  | Союз МС-10                      | 93 км              | Алексей Овчинин, Тайлер Хейг                          |